# Neighbourhood
Playground is het eerste soloalbum van de drummer Manu Katché. Manu Katché timmert (soms letterlijk) sinds de jaren tachtig aan de weg en drumt op veel albums en tijdens concerten van andere artiesten mee. In tegenstelling tot zijn sterke ritmische bijdragen aan albums van anderen, speelt hij hier melodieuze jazzmuziek, maar wel met een moderne inslag. Hij kon daarbij kiezen uit een elitegezelschap uit de stal van ECM Records, met name Stanko en Garbarek zijn al reeds jaren bekend in de jazzwereld.

## Musici
- Tomasz Stanko - trompet;
- Jan Garbarek – tenorsaxofoon;
- Marcin Wasilewski – piano
- Slawomir Kurkewicz – contrabas
- Manu Katché – drums.

## Composities
1. November 99
2. Number one
3. Lullaby
4. Good influence
5. February sun
6. No rush
7. Lovely walk
8. Take off and land
9. Miles away
10. Rose

Het album is opgenomen in de Rainbow Studio onder leiding van Jan Erik Kongshaug.
Onder de dankbetuiging wordt onder meer Peter Gabriel nog benoemd als Peter G.